# Кондрашов, Александр Иванович
Алекса́ндр Ива́нович Кондрашо́в (род. 12 июня 1954, Москва) — российский писатель, журналист, редактор отдела «ТелевЕдение» «Литературной газеты», ведущий программ «Неделя в ящике» и «С кого спрос» на РСН (107.0 FM).

## Биография
В течение четырёх лет учился в МИЭМе на факультете прикладной математики, однако окончил актёрское отделение Школы-студии при МХАТ. Около 20 лет работал актёром в Центральном театре Советской армии, снимался в кино, работал на телевидении и радио, в Московской государственной филармонии исполнял произведения Толстого, Булгакова, Шукшина, Маяковского, Пастернака, Блока.
Позднее перешёл в журналистику, начав публиковаться в «Литературной газете» (также были публикации в изданиях: «Независимая газета», «Век», «МК», «Огонёк», «Крестьянка», «Космополитен», «Новая юность») и многих других. Работал редактором в журналах «Новый крокодил» и «Русский предприниматель».
Высказывался: «Если ступеньки истории у нас измазаны нечистотами, если они замерзшие — они скользят, они толкают назад. В пропасть, в бездну!.. Я начинаю понимать, как я был не прав, критикуя то, что было тогда! Потому что то, что сейчас — несравненно несправедливее!»

## Книги
Лауреат премии имени Веселовского и «Золотой телёнок» «Литературной газеты», член союза писателей Москвы.
Автор сборника рассказов «Театральный Декамерон. Прогулки с Эросом за кулисами театральной Москвы» (ЭКСМО), романов «Дом актёра. Записки поклонника» (в издательстве АСТ вышел под названием «Первый любовник»), «Лавпарад» («Молодая гвардия») и «Говорит Москва» («У Никитских ворот»), «Крайнее время»(другое название «15 лет в ящике», изд-во «У Никитских ворот»).
Фазиль Искандер:
Александр Кондрашов чувствует вкус слова. Точен, сжат, весел. Его абсурд, к счастью, не вызывает ужаса. Он слишком здоровый человек для этого. Стихия площадного, народного юмора свободно плещется в его рассказах...Это и сегодняшний день, и это вечный народный юмор, и некое русское раблезианство. Юмор - вообще достаточно редкое свойство писателя, а добрый юмор Кондрашова ещё более редок. Уверен, что эта добротная и добрая стихия смеха не останется без благодарного читателя.

## Награды
- Почётная грамота Президиума Верховной Рады Автономной Республики Крым (7 сентября 2009 года) — за многолетний добросовестный труд, высокий профессионализм, развитие международных культурных связей и в связи с 10-летием со дня основания Международного телекинофорума «Вместе»[5].
- Почётный знак «За заслуги в развитии печати и информации» (19 мая 2016 года, Межпарламентская ассамблея СНГ) — за значительный вклад в формирование и развитие общего информационного пространства государств — участников Содружества Независимых Государств, реализацию идей сотрудничества в сфере печати и информации[6].
- В 1993 и 1994 годах был удостоен премии «Золотой телёнок» «Литературной Газеты» («Клуба 12 стульев»).
- В 2017 году награждён премией союза журналистов России «Золотое перо России».